# 安大略維爾 (伊利諾伊州)
安大略維爾（英語：Ontarioville）是位於美國伊利諾伊州杜佩奇縣的一個鬼鎮。由於此地已於1891年被荒廢，本地已無人居住。

## 地理
安大略維爾的座標為41°59′15″N 88°09′00″W / 41.98750°N 88.15000°W，而該地的平均海拔高度為228米（即814英尺）。